# Charlton Down
Charlton Down – wieś w Anglii, w hrabstwie Dorset. Leży 6 km na północ od miasta Dorchester i 183 km na południowy zachód od Londynu.